# Колофон (частина книги)

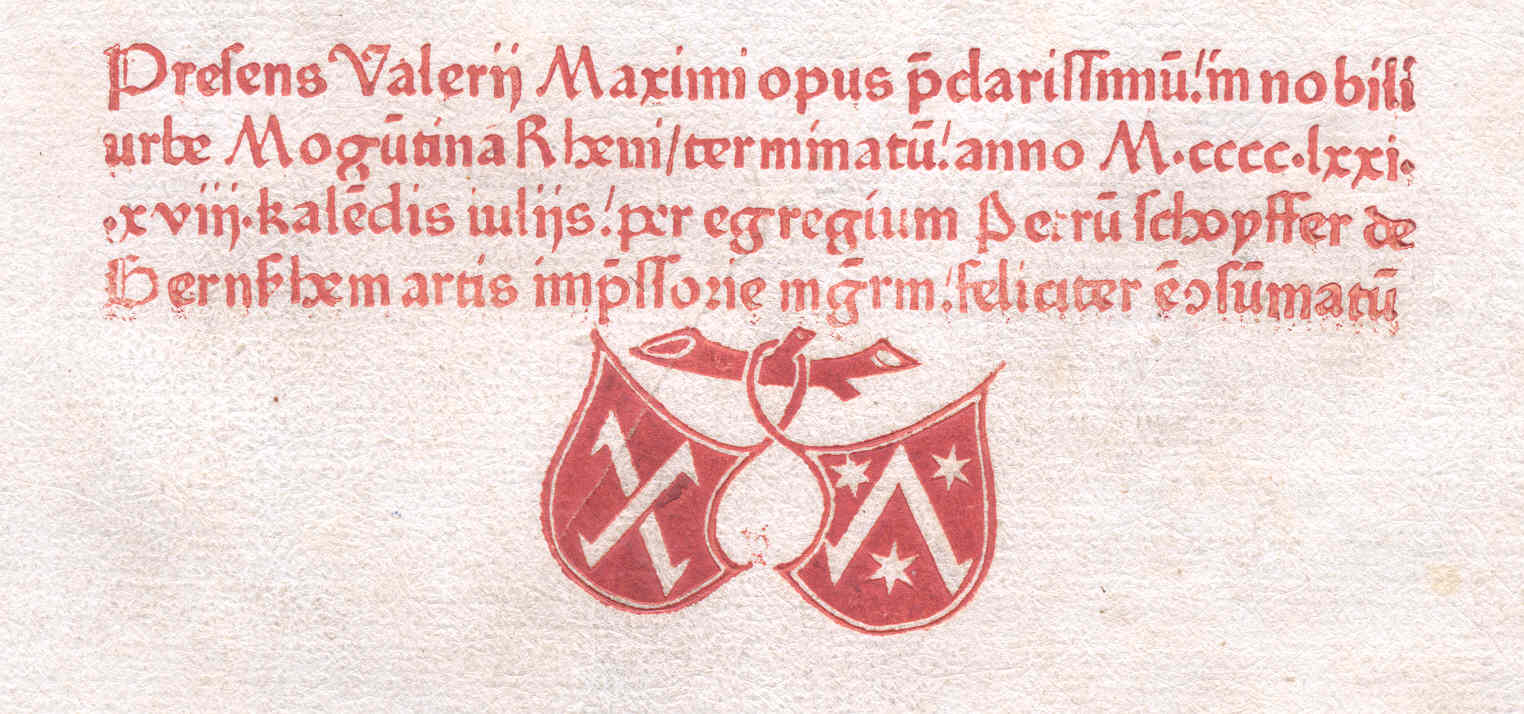
Колофон першодруку 1471 року

Колофо́н (від дав.-гр. κολοφών, κολοφῶνος — «вершина, завершення, вінець») — текст на останній сторінці рукописної чи старовинної друкованої книги, в якому подано дані про автора, час та місце створення цього твору.
Колофонами також називають аналогічну інформацію на старовинних китайських сувоях, перських мініатюрах і давніх стінних розписах. Перші колофони містили шумерські клинописні таблички.
У сучасній книзі роль колофону виконує остання сторінка з випускними даними.